# 스마랑 강간 사건
스마랑 강간(스마랑 위안소)사건은 일본군 점령 중 인도네시아 자와섬 스마랑(Semarang)에서 벌어진 일본군 군인의 네덜란드 여성 약 3백명을 위안부로 활용한 사건이다. 유일하게 자기 신원을 공개한 피해자 증인의 이름으로 '오헤른 사건'으로도 알려져 있다. 전시 일본군의 일본군 위안부 강제연행의 증거이기도 하다. 1994년 네덜란드정부는 최소 65명은 명확히 강제로 끌려간 증거가 있다고 밝혔으나, 2020년 현재 일본 아베내각은 스마랑 사건의 강제성도 인정하지 않는 입장이다.

## 개요
1944년 2월 일본군 남방군 관할의 제16군 간부후보생 부대가 민간인 억류소에서 네덜란드인 여성을 강제 연행한 뒤 스마랑에 있던 위안소에 3개월간 감금하고 강간한 사건이다. 이 지역 위안소 총 4곳에 네덜란드 백인 여성만도 2백~3백명 희생되었으며, 이는 인도네시아인 여성들의 위안소는 포함하지 않은 네덜란드인 여성들만 집계한 숫자이다.
일본군 위안부 문제 연구자인 요시미 요시아키 교수에 따르면 당시 스마랑에는 이미 위안소가 있었지만 성병이 만연하자 일본군은 새로운 위안소를 설치할 계획을 세웠고, 장교 여러명과 위안소 업자가 여러 억류소에서 17~28세의 네덜란드인 여성들을 연행한 뒤 스마랑 시내의 건물에서 일본어로 적힌 취지서에 강제로 서명하게 하고 스마랑에 있는 위안소 4곳으로 연행했다.
여성들은 1944년 3월1일부터 매일 강간당했다. 급료는 받지 못했고, 폭행을 당하거나 성병에 걸리거나 임신한 여성도 있었다. 이후 딸을 위안소에 빼앗긴 네덜란드인 여성이 수용소를 방문한 小田島董대좌에게 호소하여 서양의 반발을 두려워 한 상부의 결정으로 위안소는 폐쇄되고 여성들은 먼 수용소로 이송되어 다른 동포여성들과도 격리되어 비밀유지를 강요당했다. 일본군 사령부는 책임자를 처벌하지 않았다. 요시미 교수는 해당 책임자가 오히려 출세했다고 증언했다.
종전후 1948년 바타비아 군법회의에서 11명이 유죄 선고됐다. 책임자인 오카다 게이지(岡田慶治) 육군 소좌에게는 사형이 선고되고 총살형이 집행됐다. 재판에서 25명이 강제연행됐다고 인정됐다. (목적지를 통보받지 못한 연행단계에서 어린 여성이 끌려가지 않도록 연장자 여성이 대신 나서거나, 열악한 수용소 사정으로 사경을 헤매는 가족을 살리는 조건으로 목적지를 통보받지 못하고 연행에 응낙한 경우 등은 위안소 도착후 일본어 동의서에 서명했다는 이유로 모두 강제연행이 인정되지 않았다)
아사히신문이 1992년 네덜란드 국립공문서관에서 사건 관련 판결문과 법정심문서를 입수해 보도하며 세상에 알려졌다. 네덜란드 정부가 고노 담화가 발표된 이듬해인 1994년 1월 일본군이 인도네시아 곳곳에서 자행한 네덜란드 여성들을 위안부로 강제연행한 약 8건의 사건들을 조사하여 피해여성 약 3백명 중 최소 65명은 의심의 여지 없는(most certainly) 강간피해자라는 보고서를 발표한 것을 계기로 전모가 드러났으며, 일본은 민간모금 20억엔을 피해자 의료복지를 위해 지급하고 책임문제는 해결되었다는 입장이었으나, 피해자 중 호주 국적을 취득한 얀 루프 오헤른이 한국 위안부들과 연대하여 국제 증언활동에 나선 바 있다. 네덜란드 의회는 피해자 결의안을 통과시키고 일본 정부에 책임 인정을 요청했지만, 아베 내각은 네덜란드 여성 위안부에 대해서 강제성을 인정하지 않는 입장이다.

## 바타비아 군법회의
스마랑 사건을 단죄하기 위해 전후 인도네시아 바타비아(자카르타의 옛 이름)에서 열린 전범 군사재판이다. 1948년 당시 재판에서 사형 1명을 포함 일본군 장교 7명과 군속 4명이 유죄판결을 받았다. 일본은 1951년 샌프란시스코 강화조약을 통해 바타비아 군사재판 판결을 수락했다.

## 평가
스마랑 사건은 일본군 위안부 강제연행은 없었다고 주장하는 일본내 '고노담화 수정파'들조차도 부인하기 힘든 강제연행의 한 증거로 받아들이고 있다. 일례로 자민당의 `일본의 전도와 역사교육을 생각하는 의원 모임'은 2007년 3월 위안부 강제연행은 없었다며 정부에 재조사를 촉구하는 `제언'을 하면서, "(일본군에 의한) 강제연행은 스마랑사건 한건 뿐"이라고 밝힌 바 있다.

## 같이 보기
- 얀 루프 오헤른(Jan Ruff O'Herne) : 스마랑 사건 희생자. '얀 뤼프'나 '얀 러프'라는 표기도 있음.
- 요시미 요시아키